# فرانسيس ناره
فرانسيس ناره (بالفرنسية: Francis Narh)‏ (مواليد 18 أبريل 1998 في أكرا، غانا) لاعب كرة قدم غاني يجيد اللعب في مركز الجناح الأيمن وبدرجة أقل الجناح الأيسر والمهاجم. يلعب حاليا لصالح سلافيا-موزير في الدوري البيلاروسي الممتاز من 2019.